# Diebe der Nacht
Diebe der Nacht (Originaltitel: Les Voleurs) ist ein französisches Filmdrama von André Téchiné aus dem Jahr 1996 mit Catherine Deneuve und Daniel Auteuil.

## Handlung
Ein kleiner Junge namens Justin erfährt vom mysteriösen Tod seines Vaters Ivan. Dieser war in kriminelle Machenschaften verwickelt. Die Schwester seines Komplizen Jimmy Fontana und zudem seine ehemalige Geliebte, ein junges Mädchen namens Juliette, landet kurz darauf im Kommissariat von Lyon, weil sie Parfüm gestohlen hat. Dort lernt sie den Polizisten Alex kennen, der sich als Bruder von Ivan herausstellt.
Gegen seine kriminelle Familie aufbegehrend, wählte Alex einst den Beruf des Ordnungshüters, ist aber inzwischen desillusioniert. Aus Frust beginnt er mit Juliette ein Verhältnis. Diese wiederum pflegt zudem eine intime Beziehung mit der Philosophieprofessorin Marie Leblanc, die sich nach Liebe und Aufmerksamkeit sehnt. Sowohl Alex und Juliette als auch Marie sind ihres Daseins überdrüssig und haben Schwierigkeiten, menschliche Nähe zuzulassen.
Als Juliette spurlos verschwindet, wendet sich Alex an Marie. Wie sich herausstellt, war Juliette Zeugin, als Ivan bei einem Autodiebstahl von einem Wachmann erschossen wurde. Als Marie hört, dass Juliette in Marseille ohne sie ein neues Leben angefangen hat, stürzt sie sich aus dem Fenster. Alex versucht indes, eine Beziehung zu seinem Neffen Justin aufzubauen. Es ist jedoch Jimmy, dem es gelingt, zu Justin vorzudringen und ihn von den kriminellen Einflüssen seiner Verwandtschaft fernzuhalten, obwohl er selbst inzwischen der Kopf der Bande geworden ist. Zudem kommen sich Jimmy und Justins Mutter Mireille näher, sodass Justin umso mehr in Jimmy einen Ersatzvater sieht. Alex hingegen bleibt einsam zurück.

## Hintergrund
Diebe der Nacht wurde von Regisseur André Téchiné im Stil des Film noir inszeniert. Der in Lyon gedrehte Film besteht aus einem Prolog, fünf Kapiteln und einem Epilog, spielt auf mehreren Zeitebenen und erzählt die Handlung aus den unterschiedlichen Perspektiven der Hauptfiguren. Die Weltpremiere erfolgte im Mai 1996 bei den 49. Filmfestspielen von Cannes, wo das Filmdrama als Wettbewerbsbeitrag lief. Am 21. August 1996 ging Diebe der Nacht in Frankreich in den allgemeinen Verleih. In Deutschland kam der Film am 24. April 1997 in die Kinos. Am 10. Juni 2005 wurde er von 3sat erstmals im deutschen Free-TV ausgestrahlt. Im November 2007 erschien der Film auf DVD als Nr. 10 der Série Noire der SZ-Cinemathek.

## Kritiken
„Behutsam und eindringlich dank vorzüglicher Darsteller, umkreist der Film aus mehreren Perspektiven die Handlungen und Motive der Personen“, befand das Lexikon des internationalen Films. In seiner Dramaturgie verbinde er Merkmale von „Kriminalfilm und Familientragödie […] auf ganz eigene Weise“. Laut Cinema beleuchte der Film frei von Sentimentalitäten „die Seelenabgründe dreier Menschen aus drei unterschiedlichen Milieus und gibt sich am Ende keinen falschen Hoffnungen hin“. Entstanden sei ein „[k]ühles Großstadtdrama über Betrüger und Betrogene“.
Für Rüdiger Suchsland vom Online-Filmmagazin artechock war Diebe der Nacht „ein schöner, und melancholischer Film“. Verglichen mit Téchinés älteren Filmen biete er weder Glück noch Trost, was bei einem Film jedoch nicht zwingend der Fall sein müsse. Roger Ebert von der Chicago Sun-Times fand, dass Téchiné mit seiner „sehr weisen“ Darstellung von Kriminellen „die bösen Jungs in den meisten amerikanischen Filmen wie Cartoon-Figuren aussehen [lässt]“.

## Auszeichnungen
Diebe der Nacht nahm 1996 bei den Filmfestspielen von Cannes am Wettbewerb um die Goldene Palme teil, musste sich jedoch dem Filmdrama Lügen und Geheimnisse des britischen Regisseurs Mike Leigh geschlagen geben.
Bei der César-Verleihung im darauffolgenden Jahr war der Film von Téchiné in fünf Kategorien für den französischen Filmpreis nominiert. In den Kategorien Bester Film, Beste Regie, Beste Hauptdarstellerin (Catherine Deneuve) und Bester Nachwuchsdarsteller (Benoît Magimel) ging der Film leer aus. In der Kategorie Beste Nachwuchsdarstellerin konnte sich Laurence Côte mit ihrer Rolle der Juliette gegen die Konkurrenz durchsetzen. Benoît Magimel erhielt 1997 für seine Leistung den Prix Michel Simon als bester Darsteller. Die Jury der Deutschen Film- und Medienbewertung verlieh dem Film das Prädikat „besonders wertvoll“.

## Deutsche Fassung
Die deutsche Synchronfassung entstand bei der PPA Film von Pierre Peters-Arnolds in München. Für das Dialogbuch und die Synchronregie war Marika von Radvanyi zuständig.
| Rolle            | Darsteller        | Synchronsprecher |
| ---------------- | ----------------- | ---------------- |
| Marie Leblanc    | Catherine Deneuve | Renate Küster    |
| Alex             | Daniel Auteuil    | Gudo Hoegel      |
| Juliette Fontana | Laurence Côte     | Sandra Schwittau |
| Jimmy Fontana    | Benoît Magimel    | Alexander Brem   |
| Ivan             | Didier Bezace     | Arne Elsholtz    |
| Victor           | Ivan Desny        | Hartmut Reck     |